# Jesper Dahlroth
Jesper Dahlroth, född 29 juli 1991 i Boden, är en svensk ishockeyback som inledde sin karriär i moderklubben Björns IF och spelade sedan juniorishockey i Boden och Luleå han tog sedan klivet över till seniorishockey och Timrå IK 2010.                                                    Jesper Dahlroth lämnade Timrå IK för Asplöven ifrån Haparanda han tillbringade fyra säsonger i Asplöven men när klubben åkte ur Hockey-Allsvenskan  våren 2016 återvände Dahlroth till Timrå.                                                                                                                  Jesper Dahlroth var med och förde upp Timrå IK till SHL igen efter fem säsonger i Hockey-Allsvenskan säsongen 2017/2018 via seger över Karlskrona i SHL kvalet trots det så fick inte Dahlroth nytt kontrakt med Timrå utan hans hockeykarriär fortsatte istället i östra Småland närmaste bestämt i Oskarshamn med IK Oskarshamn.                                                                                                                       Jesper Dahlroth tog för andra året i följd så var med och förde upp en klubb ifrån Allsvenskan till SHL när hans nya lag Oskarshamn slog ut hans gamla lag Timrå i SHLkvalet med 4-3.
Efter en säsong i SHL med IK Oskarshamn så fick Jesper Dahlroth inte nytt kontrakt med IKO utan valde istället att återvända hem till Norrland när han den 16 april 2020 skrev på ett tvåårskontrakt med Modo Hockey.